# Gransanger
Gransangeren (latin: Phylloscopus collybita) er en mindre spurvefugl, der yngler i de nordlige og tempererede dele af Europa og Asien. Arten overvintrer i det vestlige og sydlige Europa, det sydlige Asien og det nordlige Afrika. Den danske bestand overvintrer især i middelhavsområdet. Navnet skyldes, at arten nord for Danmark især yngler i granskov. Efter at være indvandret til Danmark i 1800-tallet er gransangeren nu særdeles almindelig over hele landet både i nåleskove, løvskove og blandingsskove.

## Gransanger i Danmark
I Danmark er bestanden seksdoblet mellem 1976 og 2005, og fuglen er nu almindelig over hele landet, også i Vest- og Nordjylland, hvor den længe var sjælden. Den trivedes oprindelig bedst i blandingsskove med høje, spredtstående træer, men har fundet sig til rette i mange andre biotoper. Gransangeren er en trækfugl, men ses af og til om vinteren i Danmark. Den ankommer til landet som den første sanger allerede i marts.

## Stemme og udseende
Arten ligner løvsanger, men har mørkere ben. Hos underarten abietinus, der ses på træk i Danmark, er ben og næb sorte. Gransangeren genkendes som andre sangere bedst på sangen, der er en karakteristisk vekslen mellem to toner:  tjif-tjaf, tjif-tjaf, tjif-tjaf... ( hør).

## Ynglepladser
Fuglen bygger sin rede i buske tæt ved jorden eller sågar på selve jorden. I den overdækkede rede med sideindgang lægger hunnen seks æg fra begyndelsen af maj, som udruges i løbet af 13-15 dage. Ungerne er flyvefærdige efter 12-15 dage. Der kan godt forekomme flere kuld i løbet af en sæson.

## Føde
Gransangeren er overvejende en insektædende fugl, men æder også bær og frugter.